# Coppa Italia 1939/40
Die Coppa Italia der Saison 1939/40 fand vom 3. September 1939 bis zum 15. Juni 1940 statt. Im Finale standen sich der AC Florenz und CFC Genua im Stadio Giovanni Berta in Florenz gegenüber. Schiedsrichter der Begegnung war der Italiener Barlassina. Der AC Florenz gewann das Spiel somit mit 1:0 und wurde damit Coppa Italia Sieger 1939/40. Dies war der erste Pokalsieg in der Vereinsgeschichte für die Fiorentina.

## 1. Runde
|                        | Ergebnis |                                |
| ---------------------- | -------- | ------------------------------ |
| AS Biellese            | 2:0      | AS Casale                      |
| Bisceglie              | 4:0      | Manfredonia Calcio             |
| Football Brindisi 1912 | 0:0      | Pro Italia Taranto             |
| Cagliari Calcio        | 9:0      | Terranova                      |
| US Caratese            | 2:2      | AC Cantù GS San Paolo          |
| Carpi FC               | 3:2      | Ravenna Calcio                 |
| Cavagnaro              | 3:2      | ASD Acqui                      |
| Virtus Entella         | 4:0      | Carrarese Calcio               |
| SPAL Ferrara           | 2:3      | Rimini Calcio                  |
| US Fiumana             | 4:0      | ASD Ponziana                   |
| AC Legnano             | 4:1      | Omegna Calcio                  |
| Fulgor Maceratese      | 1:0      | Alma Juventus Fano 1906        |
| AC Mantova             | 4:3      | Casalini                       |
| FC Messina             | 0:1      | US Siracusa                    |
| CRDA Monfalcone        | 2:2      | AC San Donà                    |
| AC Monza Brianza       | 2:1      | Como Calcio                    |
| FC Parma               | 1:0      | US Cremonese                   |
| Pescara Calcio         | 2:1      | Dinasimaz Popoli               |
| AC Pistoiese           | 0:1      | US Città di Pontedera          |
| AC Prato               | 8:0      | AS Cecina                      |
| AC Reggiana            | 3:2      | AC Crema                       |
| Salernitana Calcio     | 2:0      | Siderno                        |
| AC Sangiovannese 1927  | 2:0      | Montevarchi Calcio Aquila 1902 |
| Calcio Savoia          | 1:0      | Civitavecchia Calcio           |
| Savona Calcio          | 5:0      | Savigliano                     |
| SS Juve Stabia         | 3:2      | Baratta                        |
| Supertessile Rieti     | 0:3      | MATER Roma                     |
| Borzacchini Terni      | 2:0      | Foligno Calcio                 |
| FBC Treviso            | 3:2      | Marzotto Valdagno              |
| Valpolcevera           | 2:0      | SG Andrea Doria                |
| AS Varese 1910         | 0:0      | Alfa Romeo Milano              |
| Vicenza Calcio         | 2:1      | Audace San Michele Extra       |

### Wiederholungsspiele
|                       | Ergebnis |                        |
| --------------------- | -------- | ---------------------- |
| Alfa Romeo Milano     | 0:1      | AS Varese 1910         |
| AC Cantù GS San Paolo | 1:0      | US Caratese            |
| Pro Italia Taranto    | 2:1      | Football Brindisi 1912 |
| AC San Donà           | 2:1      | CRDA Monfalcone        |

## 2. Runde
|                       | Ergebnis |                       |
| --------------------- | -------- | --------------------- |
| AS Biellese           | 3:1      | AC Cantù GS San Paolo |
| Virtus Entella        | 1:2      | Cavagnano             |
| US Fiumana            | 4:0      | AC San Donà           |
| AC Legnano            | 2:3      | AC Monza Brianza      |
| MATER Roma            | 4:1      | AC Sangiovannese 1927 |
| FC Parma              | 0:1      | AS Varese 1910        |
| Pescara Calcio        | 2:2      | Fulgor Maceratese     |
| US Città di Pontedera | 1:0      | AC Prato              |
| Pro Italia Taranto    | 1:2      | Bisceglie             |
| AC Reggiana           | 2:1      | AC Mantova            |
| Rimini Calcio         | 1:3      | Carpi FC              |
| Calcio Savoia         | 2:1      | Salernitana Calcio    |
| Savona Calcio         | 2:0      | Valpolcevera          |
| SS Juve Stabia        | 1:2      | US Siracusa           |
| Borzacchini Terni     | 2:0      | Cagliari Calcio       |
| Vicenza Calcio        | 5:1      | FBC Treviso           |

### Wiederholungsspiele
|                   | Ergebnis |                |
| ----------------- | -------- | -------------- |
| Fulgor Maceratese | 6:0      | Pescara Calcio |

## Qualifikationsrunde Serie B
|                  | Ergebnis |                |
| ---------------- | -------- | -------------- |
| Atalanta Bergamo | 4:2      | Udinese Calcio |
| Calcio Padova    | 0:1      | Brescia Calcio |

## 3. Runde
|                      | Ergebnis |                       |
| -------------------- | -------- | --------------------- |
| Anconitana           | 2:2      | Molinella Calcio      |
| Atalanta Bergamo     | 3:3      | Brescia Calcio        |
| AS Biellese          | 5:4      | US Pro Vercelli       |
| Carpi FC             | 1:1      | US Città di Pontedera |
| Catania Calcio       | 5:2      | MATER Roma            |
| Cavagnano            | 2:1      | US Sanremese          |
| US Fiumana           | 1:0      | Hellas Verona         |
| AS Lucchese Libertas | 0:1      | AS Livorno            |
| Fulgor Maceratese    | 1:0      | SC Pisa               |
| AC Reggiana          | 4:0      | Vigevano Calcio       |
| Calcio Savoia        | 2:1      | Bisceglie             |
| Savona Calcio        | 1:0      | US Alessandria Calcio |
| US Siracusa          | 1:0      | US Palermo            |
| Borzacchini Terni    | 0:1      | AC Siena              |
| AS Varese 1910       | 4:1      | AC Fanfulla           |
| Vicenza Calcio       | 4:2      | AC Monza Brianza      |

### Wiederholungsspiele
|                       | Ergebnis |                  |
| --------------------- | -------- | ---------------- |
| Brescia Calcio        | 4:0      | Atalanta Bergamo |
| Molinella Calcio      | 0:1      | Anconitana       |
| US Città di Pontedera | 1:0      | Carpi FC         |

## 4. Runde
|                   | Ergebnis |                       |
| ----------------- | -------- | --------------------- |
| SSC Venedig       | 2:1      | AS Varese 1910        |
| Ambrosiana Inter  | 1:2      | AC Turin              |
| Anconitana        | 1:3      | FC Modena             |
| AS Bari           | 2:0      | Catania Calcio        |
| AS Rom            | 6:1      | US Città di Pontedera |
| AS Biellese       | 0:3      | Juventus Turin        |
| Brescia Calcio    | 4:2      | US Siracusa           |
| FC Bologna        | 3:1      | AS Livorno            |
| AC Florenz        | 7:1      | Cavagnano             |
| US Fiumana        | 0:0      | AC Liguria            |
| Fulgor Maceratese | 3:2      | Vicenza Calcio        |
| Novara Calcio     | 0:2      | AC Mailand            |
| AC Reggiana       | 1:2      | CFC Genua             |
| Calcio Savoia     | 1:3      | SSC Neapel            |
| AC Siena          | 5:2      | Savona Calcio         |
| US Triestina      | 1:2      | Lazio Rom             |

### Wiederholungsspiele
|            | Ergebnis |            |
| ---------- | -------- | ---------- |
| AC Liguria | 4:2      | US Fiumana |

## 5. Runde
|                | Ergebnis |                   |
| -------------- | -------- | ----------------- |
| AC Mailand     | 1:1      | AC Florenz        |
| Brescia Calcio | 3:1      | AC Turin          |
| Juventus Turin | 3:1      | AS Rom            |
| Lazio Rom      | 2:0      | Fulgor Maceratese |
| AC Liguria     | 2:1      | FC Bologna        |
| FC Modena      | 3:1      | SSC Venedig       |
| SSC Neapel     | 0:1      | CFC Genua         |
| AC Siena       | 0:2      | AS Bari           |

### Wiederholungsspiele
|            | Ergebnis |            |
| ---------- | -------- | ---------- |
| AC Florenz | 5:0      | AC Mailand |

## Viertelfinals
|                | Ergebnis |                |
| -------------- | -------- | -------------- |
| AS Bari        | 3:0      | AC Liguria     |
| AC Florenz     | 4:1      | Lazio Rom      |
| Juventus Turin | 3:0      | Brescia Calcio |
| FC Modena      | 1:2      | CFC Genua      |

## Halbfinals
|            | Ergebnis |                |
| ---------- | -------- | -------------- |
| CFC Genua  | 2:0      | AS Bari        |
| AC Florenz | 3:0      | Juventus Turin |

## Finale
| AC Florenz                                       | AC Florenz | CFC Genua | CFC Genua |
| ------------------------------------------------ | --- | --- | --------- |
| AC Florenz                                       | \| 15. Juni 1940 in Florenz (Stadio Giovanni Berta) \| \| Ergebnis: 1:0 (1:0) \| \| Schiedsrichter: Rinaldo Barlassina (Novara) \|                                                                                    | \| 15. Juni 1940 in Florenz (Stadio Giovanni Berta) \| \| Ergebnis: 1:0 (1:0) \| \| Schiedsrichter: Rinaldo Barlassina (Novara) \|                                                                                     | CFC Genua |
| AC Florenz                                       | Luigi Griffanti, Giorgio Da Costa, Carlo Piccardi, Giacinto Ellena, Giuseppe Bigogno, Gipo Poggi, Romeo Menti, Arrigo Morselli, Mario Celoria, Giuseppe Baldini, Giuliano Tagliasacchi Cheftrainer: Giuseppe Galluzzi | Carlo Ceresoli, Sergio Marchi, Michele Borelli, Mario Genta, Vittorio Sardelli, Giorgio Michelini, Giacomo Neri, Bruno Arcari, Sergio Bertoni, Elisio Gabardo, Tomás Garibaldi Cheftrainer: William Garbutt ( England) | CFC Genua |
| AC Florenz                                       | 1:0 Mario Celoria (26.) | | CFC Genua |
| 15. Juni 1940 in Florenz (Stadio Giovanni Berta) | | |           |
| Ergebnis: 1:0 (1:0)                              | | |           |
| Schiedsrichter: Rinaldo Barlassina (Novara)      | | |           |